# Passo San Pellegrino
Der Passo San Pellegrino (fassa-ladinisch Jouf de Sèn Pelegrin, deutsch Sankt-Pelegrin-Pass) ist ein 1.918 Meter hoher Alpenpass im Trentino in Italien zwischen Moena und Falcade. Zugleich bildet er das Grenzgebiet zwischen dem Trentino und Venetien rund vier Kilometer nordwestlich von Falcade. Die nächsten Hauptmassive der Dolomiten sind östlich des Passes die Marmolata-Gruppe im Norden und die Pale di San Martino im Süden.

## Geschichte
Einige steinzeitliche Artefakte, die im Bereich der Passhöhe gefunden wurden, sprechen dafür, dass der Übergang in prähistorischer Zeit bereits menschlich besiedelt war.
Im Mittelalter führte ein Saumweg über das Joch, das damals noch Monte Alloch genannt wurde. Dieser verband, wie auf alten Straßenkarten erkenntlich, in erster Linie das Cordevoletal bei Cencenighe Agordino über Moena und Predazzo mit Auer (Ora) an der Brennerroute. Er wurde wohl auch als Umgehungsroute für den Rollepassweg, da dieser im Valle Travignolo recht gefährlich war, genutzt.
Seinen heutigen Namen bekam der Passo San Pellegrino von den Mönchen des Ordens „San Pellegrino“, die 1358 auf der Passhöhe ein Hospiz gründeten, „auf dass die Leute, die den Monte Alloch überschreiten, dort bewirtet werden können“. Im Ersten Weltkrieg gewann der Pass an strategischer Bedeutung; es wurde eine Straße für das Militär angelegt, die nach dem Krieg zu zivilen Zwecken weiter ausgebaut wurde. Hospiz und eine zugehörige Kapelle wurden im Ersten Weltkrieg zerstört, sind aber heute wiedererrichtet.
Nur wenige Kilometer südlich des Passo di San Pellegrino befindet sich der Passo di Valles (2033 m), welcher von Falcade auf kürzesten Wege hin zur Rollepassstraße führt. Wie viele andere Passstraßen der Dolomiten wurde auch die Straße über den Passo di Valles im Ersten Weltkrieg als Militärstraße angelegt. In jüngster Zeit wurde sie teilweise zu einer Touristenstraße ausgebaut und ist relativ gut befahrbar, wenn auch weniger frequentiert als die Route über den Passo San Pellegrino. Auch am Vallespass gibt es mit zahlreichen Fundstellen von Feuersteingeräten und -abschlägen beiderseits des Passes Hinweise auf eine steinzeitliche Vorgeschichte.

## Der Pass heute
Die touristische Hauptsaison ist der Winter. Der Pass liegt im Skigebiet Trevalli, das seinerseits dem übergreifenden Dolomiti Superski angeschlossen ist. Eine bekannte Abfahrt heißt Col Margherita. Hierzu gibt es eine Seilbahn und mehrere Liftanlagen. Auch für Skilanglauf ist das Gelände geeignet – mehrere Loipen sind angelegt.
Im Sommer wird der Dolomitenhöhenweg Nr. 2 von Brixen nach Feltre, der über den Passo San Pellegrino führt, begangen. Ferner sind die Felsen um den Pass Klettergebiet; ein bekannter Gipfel ist die Cima Uomo. Auch Mountainbiker sind im Sommer am Pass unterwegs.
Auf dem Pass gibt es mehrere Hotels und Ferienwohnungen.

## Zur Abgrenzung
San Pellegrino, der Geburtsort des Schriftstellers Dino Buzzati, liegt nicht hier, sondern ist ein Stadtteil von Belluno. Das bekannte Mineralwasser San Pellegrino stammt auch nicht von hier, sondern aus San Pellegrino Terme.